# Chok korridor
Chok korridor er en amerikansk psykologisk thrillerfilm fra 1963 skrevet, instrueret og produceret af Samuel Fuller. Filmen har Peter Breck, Constance Towers og Gene Evans i hovedrollerne og fortæller historien om en journalist, der med vilje får sig selv indlagt på et sindssygehospital for at opklare et mord begået i institutionen.
Filmen er indspillet på et beskedent budget og anses i dag som en klassisk B-film. I 1996 blev Chok korridor udvalgt til bevarelse i United States National Film Registry af Library of Congress som værende "kulturelt, historisk eller æstetisk betydningsfuld".

## Handling
Den ambitiøse journalist Johnny Barrett (spillet af Peter Breck) ønsker at vinde Pulitzerprisen og håber at nå sit mål ved at afdække omstændighederne ved et uopklaret mord på en patient på et psykiatrisk hospital. Han får en psykiater til at lære ham, hvordan han kan fremstå sindssyg. Johnnys stripper-kæreste (spillet af Constance Towers) advarer ham imod det, men overtales til at hjælpe til med at gennemføre Johnnys plan ved at udgive sig for at være hans søster og fingere et incestuøst forhold. Da han først er inde, møder han en rækker mentalt forstyrrede karakterer, både patienter og vagter/plejere. I en scene bliver Johnny overfaldet af en flok rablende nymfomaner.
Johnny erfarer, at mordet havde tre vidner, der hver især giver ham spor at gå efter. Efter et et patientoprør er Barrett sendt i spændetrøje og udsat for elektrochok. Han kommer til at tro, at Cathy virkelig er hans søster, og afviser hende, da hun besøger ham. Han oplever flere andre symptomer på et mentalt sammenbrud, samtidig med, at han finder ud af, hvem morderen er; Wilkes, en hospitalsbetjent, der begik mordet for at dække over sine seksuelle relationer med adskillige kvindelige patienter. Johnny konfronterer Wilkes i hydroterapirummet og begynder et voldsomt skænderi med ham, hvor han til sidst får en tilståelse ud af Wilkes foran vidner.
Wilkes bliver pågrebet, og Johnny er endelig i stand til at skrive sin historie om mordet, men prøvelserne på hospitalet har efterladt ham med en knust psyke, og han får diagnosen skizofreni. Noget tid senere besøger Cathy Johnny på hospitalet, hvor Johnny sidder passivt i en katatonisk tilstand.

## Medvirkende
- Peter Breck som Johnny Barrett
- Constance Towers som Cathy
- Gene Evans som Boden
- James Best som Stuart
- Hari Rhodes som Trent
- Larry Tucker som Pagliacci
- Paul Dubov som Dr. Menkin
- Chuck Roberson som Wilkes
- Bill Zuckert som Swanson
- Philip Ahn som Dr. Fong

## Udgivelse
Filmen havde amerikansk premiere den 11. september 1963. Den fik dansk premiere den 11. april 1967 i Camera.
Filmen er siden blevet udgivet af Criterion Collection i forskellige formater.

### Modtagelse
Chok korridor blev som en b-film udgivet uden den store opmærksomhed fra kritikerne. Filmen har dog efterfølgende opnået positive anmeldelse og anses i dag om en betydende film. På Rotten Tomatoes har filmen en godkendelsesvurdering på 94% baseret på 17 reviews, med en vægtet gennemsnitlig vurdering på 7,86/10. Forfatteren og filmkritikeren Leonard Maltin tildelte filmen tre ud af fire mulige stjerner og kaldte den et "kraftigt melodrama med rå, følelsesmæssig effekt." Kritikeren Andrew Sarris har på sitet 366 Weird Movies rost filmen som "...en allegori over Amerika i dag, ikke så meget surrealistisk som subreal i dens hallucinatoriske syn på historien, som kun kan opfattes under en beskidt overflade af plot-intriger... en fornem tilføjelse til denne kunstform i som Hollywood altid har udmærket sig: den barokke B-film."
I 1996 blev Chok korridor af Library of Congress udvalgt til bevarelse i United States National Film Registry som værende "kulturelt, historisk eller æstetisk betydningsfuld".
Martin Scorseses film fra 2010 Shutter Island hævdes af flere at være påvirket af filmen.